# Norlla Amiri
Noraollah "Norlla" Amiri, född 23 augusti 1991, är en afghansk-svensk fotbollsspelare som spelar för Ariana FC.

## Klubbkarriär
Amiris moderklubb är BK Olympic. Han spelade som ung även för LB07 och Rörsjöstaden IF. Inför säsongen 2009 värvades Amiri av Lilla Torg FF från Rörsjöstaden. Han gjorde fem mål under säsongen i Division 2 Södra Götaland och vann klubbens interna skytteliga. Säsongen därpå blev Amiri återigen klubbens bästa målskytt, denna gång med sex gjorda mål.
Efter att Lilla Torg blivit nerflyttade till Division 3, värvades Amiri inför säsongen 2011 av Lunds BK. Under 2013 spelade han för KSF Prespa Birlik. I december 2013 återvände Amiri till Lunds BK, där han skrev på ett tvåårskontrakt.
Den 31 mars 2015 värvades Amiri av Trelleborgs FF, där han skrev på ett treårskontrakt. I juli 2017 värvades Amiri av division 1-klubben FC Rosengård. I december 2017 blev det klart att Amiri återvände till Lunds BK.
I juli 2018 lånades Amiri ut till division 6-klubben Ariana FC. Han spelade sju matcher och gjorde fyra mål för klubben säsongen 2018. Säsongen 2019 gjorde Amiri 10 mål på 19 matcher i Division 5. Säsongen 2020 spelade han 11 matcher i Division 4. Säsongen 2021 gjorde Amiri två mål på 18 matcher i Division 3.

## Landslagskarriär
Amiri blev i maj 2015 uttagen för första gången i det afghanska landslaget. Han debuterade den 16 juni 2015 i en 1–0-vinst över Kambodja.
Han var med i Afghanistans trupp som kom på andra plats i SAFF-mästerskapen 2015.